# Rhynchanthera
Rhynchanthera är ett släkte av tvåhjärtbladiga växter. Rhynchanthera ingår i familjen Melastomataceae.
Kladogram enligt Catalogue of Life:
| Rhynchanthera | \| \| Rhynchanthera acuminata \| \| \| \| \| \| Rhynchanthera apurensis \| \| \| \| \| \| Rhynchanthera bracteata \| \| \| \| \| \| Rhynchanthera dichotoma \| \| \| \| \| \| Rhynchanthera grandiflora \| \| \| \| \| \| Rhynchanthera paludicola \| \| \| \| \| \| Rhynchanthera serrulata \| \| \| \| |
|               | \| \| Rhynchanthera acuminata \| \| \| \| \| \| Rhynchanthera apurensis \| \| \| \| \| \| Rhynchanthera bracteata \| \| \| \| \| \| Rhynchanthera dichotoma \| \| \| \| \| \| Rhynchanthera grandiflora \| \| \| \| \| \| Rhynchanthera paludicola \| \| \| \| \| \| Rhynchanthera serrulata \| \| \| \| |
|               | Rhynchanthera acuminata |
|               | |
|               | Rhynchanthera apurensis |
|               | |
|               | Rhynchanthera bracteata |
|               | |
|               | Rhynchanthera dichotoma |
|               | |
|               | Rhynchanthera grandiflora |
|               | |
|               | Rhynchanthera paludicola |
|               | |
|               | Rhynchanthera serrulata |
|               | |

## Bildgalleri

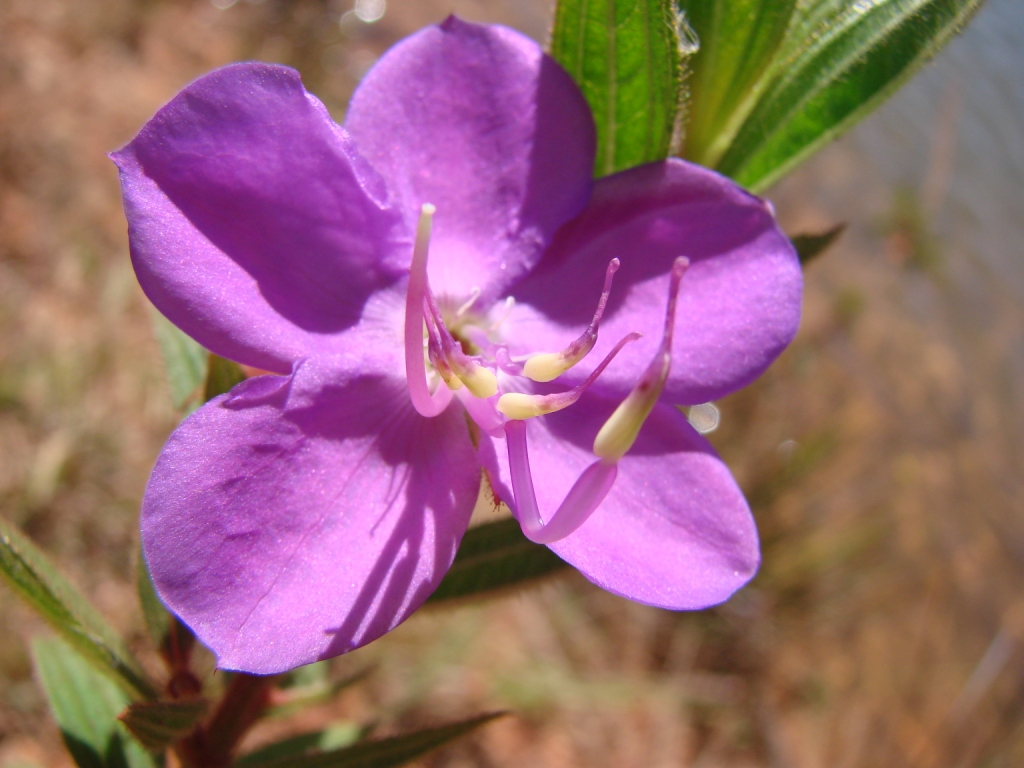
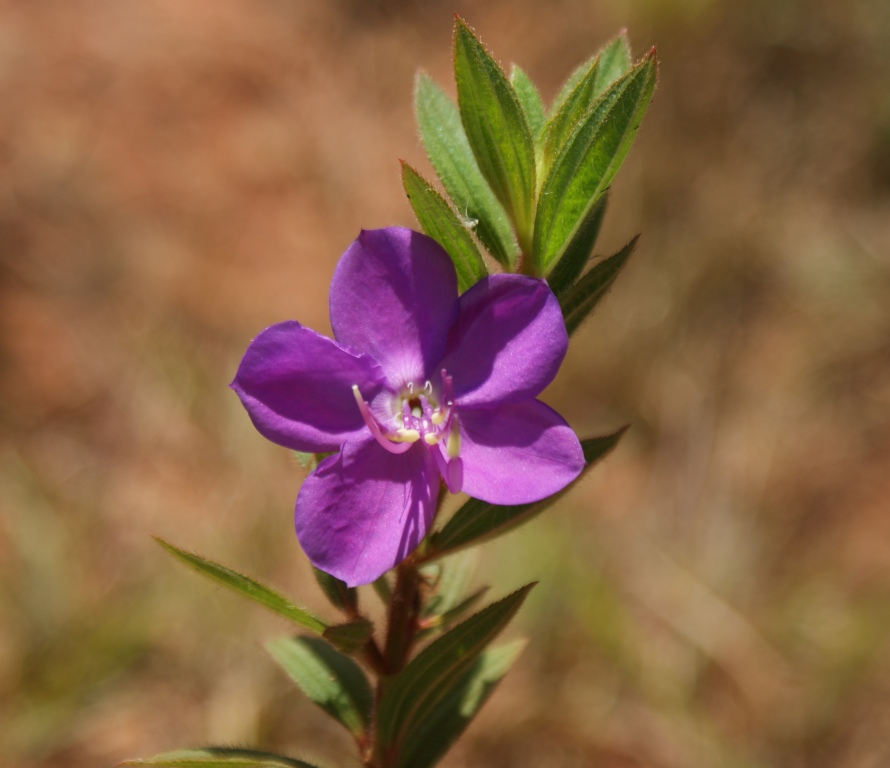